# Henrik Landerholm
Carl Henrik Jacob Landerholm (ur. 10 sierpnia 1963 w Gamla Uppsala w gminie Uppsala) – szwedzki wojskowy, polityk i dyplomata, działacz Umiarkowanej Partii Koalicyjnej, poseł do Riksdagu.

## Życiorys
Przez rok studiował prawo na Uniwersytecie w Uppsali, w latach 1984–1986 kształcił się w szkole oficerskiej wojsk pancernych (POHS). Służył jako zawodowy wojskowy, w pierwszej połowie lat 90. był doradcą do spraw politycznych w resorcie obrony. Zaangażował się w działalność polityczną w ramach Umiarkowanej Partii Koalicyjnej, pełnił różne funkcje w strukturach partii i jej młodzieżówki, w 1988 wszedł w skład zarządu swojego ugrupowania. W latach 1986–1992 był członkiem rady gminy Strängnäs. W wyborach w 1991 po raz pierwszy uzyskał mandat deputowanego do Riksdagu. Z powodzeniem ubiegał się o reelekcję w 1994 i 1998, zasiadając w szwedzkim parlamencie do 2002.
Od 2002 do 2008 pełnił funkcję rektora szwedzkiej akademii obrony Försvarshögskolan, następnie do 2011 był dyrektorem generalnym rządowej akademii Folke Bernadotteakademin. W 2011 powołany na szwedzkiego cywilnego przedstawiciela w Afganistanie. W latach 2013–2017 był ambasadorem Szwecji na Łotwie, po czym objął kierownictwo placówki dyplomatycznej w Zjednoczonych Emiratach Arabskich. W 2021 powołany na dyrektora generalnego Agencji Obrony Psychologicznej, która rozpoczęła działalność w styczniu 2022.
Brat polityk Karin Enström.